# Vinicius de Moraes
Marcus Vinícius da Cruz e Mello Moraes (cunoscut și ca Vinicius de Moraes sau O Poetinha; n. 19 octombrie 1913, Rio de Janeiro, Districtul Federal⁠(d), Brazilia – d. 9 iulie 1980, Rio de Janeiro, Rio de Janeiro, Brazilia) a fost un poet, diplomat, textier, eseist, muzician, cântăreț și dramaturg brazilian. Împreună cu partenerii săi muzicali, printre care se numără și faimosul Antônio Carlos Jobim, versurile și compozițiile sale au contribuit la nașterea și introducerea în lume a genului muzical bossa nova. A înregistrat numeroase albume, multe dintre ele în colaborare cu artiști de renume, și a fost, de asemenea, un diplomat brazilian cu o carieră de succes.